# Sybra obliquebifasciata
Sybra obliquebifasciata là một loài bọ cánh cứng trong họ Cerambycidae.